# Глазер, Маркус
Монс. Маркус Глазер (нем. Markus Glaser, рум. Marcu Glaser, 1880—1950) — католический епископ.

## Биография
Родился 25 апреля 1880 года в колонии Ландау (в то время — Российская империя, ныне Украина), в семье черноморских немцев. Учился в семинарии в Саратове, затем в немецко-венгерской коллегии (Collegium Germanicum et Hungaricum in Urbe) в Риме. Доктор философии и теологии. Рукоположён в сан священника 24 июня 1905 года в Минске. С 1907 года — профессор догматического богословия, заместитель руководителя саратовской семинарии. В 1916 году переведен в Кишинёв, назначен настоятелем прихода и деканом Бессарабии; оставался в Бессарабии после её присоединения к Румынии (1918). В 1917—1920 годах — генеральный викарий Бессарабии. Камергер Его Святейшества с 5 февраля 1924 года, прелат Его Святейшества с 31 октября 1930 года. С 1 сентября 1939 года — ректор семинарии в Яссах.
26 июля 1942 года назначен главой католической миссии в Транснистрии — оккупированной Румынией территории на юге Украины, с резиденцией в Одессе. Год спустя, 10 июня 1943 года назначен и 25 июля 1943 года в Бухаресте рукоположён в сан епископа титулярной кафедры Цезарополис (таинство совершил апостольский нунций в Румынии архиепископ Андреа Кассуло в сослужении с архиепископом Бухареста Александру Чисаром и епископом Ясс Михаем Робу). Во время миссии в Одессе имел неоднократные столкновения с немецкими военными представителями, старавшимися препятствовать ему в религиозном окормлении местного населения. Восстановил храм Успения Пресвятой Девы Марии, который стал его кафедральным собором. 19 марта 1944 года в связи с быстрым продвижением советских войск эвакуировался в Румынию; после его отъезда в Одессе оставалось всего два католических священника — о. Пьетро Леони и о. Жан Николя.
По смерти епископа Ясс Михая Робу (ум. 27 сентября 1944 года) назначен 18 октября 1944 года апостольским администратором епархии. Несмотря на неоднократные обращения нунциатуры, официального признания в этом качестве со стороны румынских властей не получил, поскольку признание епископа, родившегося на Украине и служившего в оккупированной Транснистрии, было бы негативно воспринято в СССР. Осенью 1945 года вновь открыл в Яссах семинарию. 5 апреля 1948 года участвовал в посвящении в сан нового епископа Ясс Антона Дурковича, после чего стал его генеральным викарием. После ареста еп. Дурковича (26 июня 1949 года) вновь принял на себя практическое руководство епархией.
Еп. Глазер неоднократно подвергался допросам со стороны советских и румынских органов государственной безопасности. В мае 1950 года был выписан ордер на его арест, 25 мая 1950 года епископ скончался при не вполне ясных обстоятельствах, по официальной версии — от разрыва сердца. Похоронен на кладбище «Eternitatea» в Яссах.